# Перезагрузка. Перерождение
| Оценки критиков | Оценки критиков |
| Источник        | Оценка          |
| --------------- | --------------- |
| InterMedia      | [ 2 ]           |

«Перезагрузка. Перерождение» — четырнадцатый студийный альбом российской певицы Ирины Аллегровой 2016 года.

## Варианты издания
Альбом был выпущен независимо 30 января 2016 года в цифровом формате. 21 февраля того же года альбом был выпущен на компакт-диске, однако его трек-лист и обложка были изменены, в частности убраны песни «По МКАДу», «Сумка», «Странники», добавлены сольные версии песен «Я тебе не верю» и «Первая любовь — любовь последняя», а также ряд других; в переиздание на физических носителях была включена новая песня «Made in Russia».

## Отзывы критиков
Алексей Мажаев из InterMedia отметил, что, несмотря на название, Аллегрова-«перерождённая» постоянно вступает в противоречие с Аллегровой-«шансонной», поскольку старые наработанные образы тянут её обратно и топят в рутине любые эксперименты. Тем не менее он похвалил артистку за стремление к переменам, поскольку большинство её коллег десятилетиями пели бы «Шальную императрицу», вообще не помышляя ни о каких обновлениях.

## Список композиций
| №                   | Название                   | Текст песни         | Музыка                          | Длительность |
| ------------------- | -------------------------- | ------------------- | ------------------------------- | ------------ |
| 1.                  | «Перезагрузка»             | Константин Губин    | Константин Губин                | 3:44         |
| 2.                  | «По МКАДу»                 | Иван Баграмов       | Иван Баграмов                   | 4:29         |
| 3.                  | «Птица»                    | Иван Баграмов       | Иван Баграмов                   | 3:55         |
| 4.                  | «Сумка»                    | Константин Губин    | Константин Губин                | 4:06         |
| 5.                  | «Муж, с которым ты живёшь» | Мария Ерёмина       | Иван Баграмов, Максим Смирнягин | 3:32         |
| 6.                  | «Цветы без повода»         | Константин Губин    | Константин Губин                | 3:17         |
| 7.                  | «Один на миллион»          | Мария Ерёмина       | Михаил Орлов                    | 5:06         |
| 8.                  | «Ключи от рая»             | Мария Ерёмина       | Иван Баграмов, Максим Смирнягин | 3:35         |
| 9.                  | «Любовь — жадная дура»     | Константин Губин    | Константин Губин                | 4:05         |
| 10.                 | «Алиби»                    | Константин Губин    | Константин Губин                | 4:37         |
| 11.                 | «Вымолю любовь»            | Константин Губин    | Константин Губин                | 3:52         |
| 12.                 | «Время — деньги»           | Константин Губин    | Константин Губин                | 3:34         |
| 13.                 | «Странники»                | Иван Баграмов       | Иван Баграмов                   | 3:10         |
| 14.                 | «Жить и любить»            | Константин Губин    | Константин Губин                | 4:10         |
| 15.                 | «Шоу продолжается»         | Мария Ерёмина       | Иван Баграмов                   | 4:15         |
| Общая длительность: | Общая длительность:        | Общая длительность: | Общая длительность:             | 59:27        |

| №                   | Название                        | Текст песни          | Музыка                          | Длительность |
| ------------------- | ------------------------------- | -------------------- | ------------------------------- | ------------ |
| 1.                  | «Перезагрузка»                  | Константин Губин     | Константин Губин                | 3:44         |
| 2.                  | «Я тебе не верю»                | Елена Стюф           | Виктор Дробыш                   | 4:06         |
| 3.                  | «Не обернусь уходя»             | Ольга Коротникова    | Сергей Арестов                  | 3:37         |
| 4.                  | «Когда любовь умирает»          | Дмитрий Толстов      | Ефим Файфман                    | 4:10         |
| 5.                  | «Рюмка водки»                   | Евгений Григорьев    | Евгений Григорьев               | 4:15         |
| 6.                  | «Красиво любить»                | Александр Ружицкий   | Александр Ружицкий              | 2:56         |
| 7.                  | «Первая любовь»                 | Анастасия Сланевская | Виктор Дробыш                   | 4:22         |
| 8.                  | «Сумка»                         | Константин Губин     | Константин Губин                | 4:06         |
| 9.                  | «Муж, с которым ты живёшь»      | Мария Ерёмина        | Иван Баграмов, Максим Смирнягин | 3:32         |
| 10.                 | «Цветы без повода»              | Константин Губин     | Константин Губин                | 3:17         |
| 11.                 | «Хочу сказать»                  | Мария Ерёмина        | Михаил Орлов                    | 5:06         |
| 12.                 | «Ключи от рая»                  | Мария Ерёмина        | Иван Баграмов, Максим Смирнягин | 3:35         |
| 13.                 | «Любовь — жадная дура»          | Константин Губин     | Константин Губин                | 4:05         |
| 14.                 | «Алиби»                         | Константин Губин     | Константин Губин                | 4:37         |
| 15.                 | «Вымолю любовь»                 | Константин Губин     | Константин Губин                | 3:52         |
| 16.                 | «Время — деньги, деньги — вода» | Константин Губин     | Константин Губин                | 3:34         |
| 17.                 | «Жить и любить»                 | Константин Губин     | Константин Губин                | 4:10         |
| 18.                 | «Шоу продолжается»              | Мария Ерёмина        | Иван Баграмов                   | 4:15         |
| Общая длительность: | Общая длительность:             | Общая длительность:  | Общая длительность:             | 71:19        |

| №   | Название         | Текст песни      | Музыка           | Длительность |
| --- | ---------------- | ---------------- | ---------------- | ------------ |
| 19. | «Made in Russia» | Константин Губин | Константин Губин | 4:34         |